# Marathon van Houston 1983
De marathon van Houston 1983 vond plaats op zondag 16 januari 1983. Het was de elfde editie van deze marathon.
De marathon werd bij de mannen gewonnen door de Ethiopiër Hailu Ebba in 2:12.17. Op de finish had hij slechts drie seconden voorsprong op de Amerikaan Benji Durden. Bij de vrouwen won de Noorse Ingrid Kristiansen in 2:33.27. Beide winnaars ontvingen $ 15.000 voor hun eerste plaats.
In totaal finishten er 2060 marathonlopers, waarvan 1820 mannen en 240 vrouwen.

## Uitslagen

### Mannen
| rang   | naam              | land | tijd    |
| ------ | ----------------- | ---- | ------- |
| Goud   | Hailu Ebba        | ETH  | 2:12.17 |
| Zilver | Benji Durden      | USA  | 2:12.20 |
| Brons  | Martin Froelick   | USA  | 2:12.47 |
| 4      | Agapius Masong    | TAN  | 2:13.07 |
| 5      | Michael Layman    | USA  | 2:13.18 |
| 6      | Herb Wills        | USA  | 2:13.18 |
| 7      | Martti Kiilholma  | FIN  | 2:13.35 |
| 8      | Oyvind Dahl       | NOR  | 2:13.53 |
| 9      | John Moreno       | USA  | 2:14.32 |
| 10     | Juan Zetina       | MEX  | 2:15.24 |
| 11     | Terry Baker       | USA  | 2:15.39 |
| 12     | Gary Siriano      | USA  | 2:16.33 |
| 13     | Don Kardong       | USA  | 2:16.41 |
| 14     | Steve Stonecipher | USA  | 2:16.59 |
| 15     | Mike Manley       | USA  | 2:17.10 |
| 16     | Leonard Hill      | USA  | 2:17.22 |
| 17     | Larry Barthlow    | USA  | 2:17.34 |
| 18     | Porfirio Huerta   | MEX  | 2:17.55 |
| 19     | Thom Vernon       | USA  | 2:19.44 |
| 20     | Francisco Rojas   | MEX  | 2:19.51 |

### Vrouwen
| rang   | naam                | land | tijd    |
| ------ | ------------------- | ---- | ------- |
| Goud   | Ingrid Kristiansen  | NOR  | 2:33.27 |
| Zilver | Laurie Binder       | USA  | 2:33.36 |
| Brons  | Midde Hamrin        | SWE  | 2:35.06 |
| 4      | Janis Klecker       | USA  | 2:35.45 |
| 5      | Debbie Mueller      | USA  | 2:36.55 |
| 6      | Cynthia Lorenzoni   | USA  | 2:38.42 |
| 7      | Christa Vahlensieck | FRG  | 2:39.09 |
| 8      | Elaine Campo        | USA  | 2:44.15 |
| 9      | Karen Blackford     | USA  | 2:44.17 |
| 10     | Sally Brent         | USA  | 2:45.20 |
| 11     | Donna Burge         | USA  | 2:46.30 |
| 12     | Cindy Cockroft      | USA  | 2:48.17 |
| 13     | Debbie Warner       | USA  | 2:48.47 |
| 14     | Kitty Consolo       | USA  | 2:49.22 |

1972 ·
1973 ·
1974  ·
1975 ·
1976 ·
1977 ·
1978 ·
1979 ·
1980 ·
1981 ·
1982 ·
1983 ·
1984 ·
1985 ·
1986 ·
1987 ·
1988 ·
1989 ·
1990 ·
1991 ·
1992 ·
1993 ·
1994 ·
1995 ·
1996 ·
1997 ·
1998 ·
1999 ·
2000 ·
2001 ·
2002 ·
2003 ·
2004 ·
2005 ·
2006 ·
2007 ·
2008 ·
2009 ·
2010 ·
2011 ·
2012 ·
2013 ·
2014 ·
2015 ·
2016 ·
2017